# Les Croqueurs de pommes
L'association française Les Croqueurs de Pommes est « l'association nationale des amateurs bénévoles pour la sauvegarde des variétés fruitières régionales méritantes en voie de disparition ».

## Histoire
L'association a été créée en juillet 1978 à Fontenelle (Territoire de Belfort) par Jean-Louis Choisel, avec deux amis : Jacques Barbier, avocat, et Frédéric Beley, responsable EDF, sur une initiative de Jean-Louis Choisel qui est à l'origine du renouveau pomologique en France. Commencée en Franche-Comté, l'aventure a dès le début reçu l'appui des médias. Elle correspond avec de nombreuses sociétés savantes ou autres associations. Son dynamisme et sa mobilité l'apparentent plus à un mouvement.
En 2010, elle rassemble 60 groupes régionaux ou associations de taille très diverses autour de mêmes buts, le tout entièrement basé sur le bénévolat. La même année, elle a dépassé le nombre de 7 000 membres et regroupe alors 60 associations locales affiliées. Cependant, ce nombre d'adhérents ne tient pas compte des milliers de personnes qui y sont passées pour un temps - le temps d'apprendre une ou plusieurs techniques pour pouvoir réhabiliter leur propre verger, et qui sont elles aussi devenues des sources de diffusion de l'information dispensée par l'association.
| Juillet 1978 à novembre 1981  | Jean-Louis Choisel                            |
| Novembre 1981 à novembre 1987 | Raymond Eglin                                 |
| Novembre 1987 à novembre 1988 | André Bugnon                                  |
| Novembre 1988 à avril 1989    | Georges Gueutal - J.Claude Henin coprésidents |
| Avril 1989 à avril 1992       | Georges Gueutal                               |
| Avril 1992 à avril 2006       | Claude Scribe                                 |
| Avril 2006 à avril 2011       | Maïté Dodin                                   |
| Avril 2011 à avril 2013       | Jean Lefèvre                                  |
| Avril 2013 à…                 | Jacques Marchand                              |

## Objet de l'association
L'association est agréée au titre de la protection de la nature dans un cadre national (Art. L.160-1 du code de l'urbanisme).
Elle a pour buts :
- la recherche, la sauvegarde du patrimoine génétique fruitier ;
- la promotion des variétés fruitières méritantes ;
- l’information et l’éducation du public ;
- l’édition d’un bulletin d’information et de liaison ;
- la publication et la diffusion de tout ouvrage ou document en rapport avec les buts visés ;
- toute activité contribuant à réaliser les objectifs sus énoncés.

L'association des Croqueurs de Pommes fédère des associations locales autonomes autour d'un même objectif : « sauvegarder le patrimoine fruitier parfois vieillissant face aux activités humaines modernes souvent envahissantes et dévastatrices, et face à une production fruitière industrielle standardisée et fade soumise à des traitements intensifs ». À ces éléments restrictifs on se doit d'ajouter l'interdit de commercialisation de la plupart des variétés locales, une règle imposée par leur absence d'inscription au catalogue officiel du CTPS (Comité technique permanent de la sélection).
En 1999, l'association s'enregistre à l'INPI (Institut national de la propriété industrielle) avec de nouveaux objectifs :
- extraits de fruits : gelées confitures compotes - produits agricoles ; fruits - boissons de fruits et jus de fruits - éducation, formation, activités culturelles, édition de livres - organisation et conduites de colloques - organisation d'exposition à buts culturels et éducatifs.

## Actions
Les actions bénévoles menées par les « croqueurs » visent :
- la recherche et la reproduction (par greffage) des variétés fruitières locales ou anciennes en voie de disparition ;
- la description des variétés retrouvées ;
- la diffusion des variétés méritantes auprès des adhérents ;
- l'établissement et/ou le soutien de vergers conservatoires - en 2010 l'ensemble des associations affiliées entretient 20 000 arbres dans des vergers de sauvegarde ;

Les « croqueurs » organisent diverses manifestations :
- séances gratuites d'initiation au greffage, à la plantation, à la taille,  à la détermination des fruits… pour aider les propriétaires de vergers et toutes autres personnes concernées dans l'entretien et la rénovation de vergers ;
- expositions de fruits locaux dans des endroits divers : chez les adhérents, dans des stands aux foires, comices agricoles et autres fêtes locales…

L'association se veut avant tout un lieu d'échanges d'idées et d'expériences et de création de réseaux afin de redonner leur place aux variétés anciennes et locales, que ce soit des pommes, des poires, des prunes ou autres fruits, selon les régions.

## Publications
Chercheur de Pommes et de Poires, CDRom 2001/2015 - 18 éditions. Méthode Jean-Louis Choisel. Arrêt de la diffusion commerciale du logiciel, fin 2015.Téléchargement gratuit à http://croquepommes.origine.pagesperso-orange.fr